# La Dame en bleu (Somov)
Pour les articles homonymes, voir La Dame en bleu.
La Dame en bleu (Portrait de Elisaveta Martynova) (en russe : Дама в голубом) est un tableau du peintre russe Constantin Somov. Sa réalisation entre les années 1897 et 1900 a été interrompue à plusieurs reprises à cause de la maladie de son modèle, Elisaveta Martynova. Il est exposé aujourd'hui à la Galerie Tretiakov à Moscou (sous l'inventaire no 1574).

## Histoire de la création
Constantin Somov a participé au mouvement de Mir Iskousstva et, comme d'autres peintres, il a essayé de s'éloigner du style de la seconde moitié du XIXe siècle avec ses idées du mouvement socialisme utopique appelé narodniki, défendues par Nikolaï Tchernychevski. Somov oppose alors au style des Ambulants un genre artistique inspiré du passé de l'époque rococo et du style Empire.
Après son voyage à Londres et Paris, où il a fréquenté les ateliers de Whistler et de l'Académie Colarossi, Somov commence à travailler sur trois toiles : Le Soir, L'Île de l'amour et La Dame en bleu, qui sont devenus de véritables manifestes pour l'artiste lui-même et pour Mir Iskousstva par leurs recherches du monde disparu et de la beauté au XVIIIe siècle.
La mystérieuse belle dame qui est représentée par le peintre est son ancienne condisciple du cours de l'Académie russe des Beaux-Arts, Elisaveta Martynova (1868—1905). On dit parfois qu'elle a été une des rares passions de l'artiste pour une femme.
Somov a commencé à peindre ce portrait alors qu'il était encore à l'Académie, mais ce début de travail a été rapidement interrompu, car au début de l'année 1897 il était à Paris et n'en est revenu qu'en 1899. Une autre raison des interruptions est le fait que Martynova souffrait gravement de la tuberculose et qu'elle devait suivre des traitements. La peinture a été achevée en 1900 et a été exposée d'abord sous le titre de Portrait. Puis Somov l'a appelé Portrait d'une dame en robe bleue. Quand elle a été exposée au musée, la toile a pris le nom de Portrait de la dame en bleu.
On sait que Martynova était fermement opposée à la vente de ce tableau à quiconque. Apprenant peu de temps après la première exposition que la Galerie Tretiakov se proposait de l'acheter au peintre, elle écrit à ce dernier :

« Peut-être serez-vous surpris, Constantin Andreïevitch, en recevant cette lettre, et viendrez de suite chez moi pour me convaincre de voir les choses autrement, mais cela m'est égal... Cette nuit je me suis réveillée et je ne parvenais pas à dormir à cause d'une idée lancinante et pénible : « Vous ne devriez pas et vous n'avez pas le droit de vendre mon portrait ». J'ai posé pour vous, pour l'art pur, et pas pour que vous obteniez de l'argent pour ma tristesse dans les yeux, pour les souffrances de mon âme... Je ne veux pas de cela ! Gardez le portrait chez vous, brûlez-le si vous voulez et cela vous est si pénible de me le donner, offrez-le gratuitement à la Galerie... »

Toujours est-il que trois ans plus tard le portrait a été vendu à la galerie Tretiakov par Somov. Un an plus tard, en 1905, Martynova mourait de tuberculose.

## Particularités
L'amie de Martynova, M. Iachtchikova, décrit ainsi ses impressions sur le portrait :

« Comment l'artiste a-t-il rendu ce visage aux yeux autrefois si lumineux ? Comment a-t-il réussi à faire ressortir cette douleur profondément enfouie, cette amertume affligeante ? Comment a-t-il pu transmettre sur sa toile cette expression à la fois tendre et douloureuse des lèvres et des yeux ? »

Le peintre utilise pour ce portrait la combinaison d'une part de l'atmosphère du XVIIIe siècle avec la robe ancienne et la vue sur un parc ancien, et, d'autre part, l'héroïne elle-même dans laquelle le public reconnaissait une femme contemporaine, d'une époque appelée plus tard l'Âge d'argent. Selon un critique d'art :

« C'est une femme de la fin du dix-neuvième siècle. Tout en elle est caractéristique : une fragilité douloureuse, un sentiment d'angoisse, de la tristesse dans ses grands yeux et la ligne serrée de ses lèvres. Et cette pâleur naturelle qui à cette époque n'était possible qu'en utilisant des produits artificiels. […] Pour transmettre plus clairement la sophistication qu'il veut donner au portrait, il utilise le glacis réalisant les nuances de couleurs les plus subtiles, des ombres bleues transparentes sur le visage et les épaules découvertes. Les gestes de la main du modèle sont remarquablement exprimés. La main gauche est posée sur sa poitrine, la droite se laisse aller sans force tenant à peine un livre. Dans ses portraits Somov n'utilise pas d'habitude le geste pour caractériser le modèle. Il fait ici exception. »

En arrière-plan du tableau apparaît une figure masculine. Elle souligne la solitude de l'héroïne : un homme est là (Somov ?), mais pas avec elle. En 1913, Sergueï Makovski fait remarquer que chez Somov, dans ses portraits, sa relation à la vie est comme un masque d'inexistence qui cache sa triste conscience de la solitude dans ce monde, trop illusoire pour y croire jusqu'à la fin.
Pour le critique Vsevolod Petrov, la maîtrise de Somov atteint avec ce tableau une perfection, une profondeur et une pénétration qui met poétiquement à nu le personnage. Pour poétiser l'effigie le peintre semble l'arracher de son milieu réel pour la transposer dans un monde imaginaire inspiré de rêveries du passé. Les gestes du modèle sont d'une imposante théâtralité.